# 七帶石斑魚
七帶石斑魚（学名：Epinephelus septemfasciatus），又名石斑、過魚、鱠仔，为鮨科石斑魚屬下的一个种。

## 扩展阅读
- 維基物種上的相關：七帶石斑魚